# Station Pervijze
Station Pervijze is een voormalig spoorwegstation in Pervijze, een deelgemeente van de stad Diksmuide. Het station lag langs spoorlijn 74 (Diksmuide-Nieuwpoort).
Het stationsgebouw van Pervijze is een typisch wederopbouwstation in een soort "villa-stijl" (met wolfsdaken als opvallendste kenmerk) daterend uit de jaren '20 van de 20e eeuw. Men kan dit soort stations ook elders in Vlaanderen terugvinden (bijvoorbeeld station Komen, station Kortemark of station Eine) maar meest frequent in de Westhoek omdat die regio (en dus ook de stations aldaar) het meest schade hebben opgelopen in de Eerste Wereldoorlog. Het stationsgebouw van Pervijze werd in de loop der tijden zwaar verminkt.
0,0: Kaaskerke ·
5,9: Pervijze ·
7,6: Booitshoeke ·
10,1: Ramskapelle ·
13,2: Nieuwpoort-Stad ·
15,8: Nieuwpoort-Bad